# Eduard Schnitzler
Eduard Schnitzler (* 3. August 1823 in Köln; † 16. September 1900 ebenda) war ein Kaufmann und Bankier in Köln. Er gehörte zu der im Kölner Bankwesen einflussreichen Bankiersfamilie Schnitzler.

## Leben
Nach Absolvierung der Kölner Realschule weilte Eduard Schnitzler zur kaufmännischen Ausbildung in Amsterdam bei Bunge & Co. und in London bei Suse & Sibeth.
Am 14. November 1850 trat er in das Bankhaus J. H. Stein ein, an dem sein Vater Karl Eduard Schnitzler beteiligt war. Am 1. Januar 1851 wurde ihm Prokura erteilt, dann wurde er Teilhaber. Am 31. Dezember 1875 zog er sich aus der unmittelbaren Geschäftstätigkeit zurück. Am 1. Januar 1881 übernahm sein ältester Sohn, Richard Schnitzler, die Nachfolge als persönlich haftender Teilhaber des Bankhauses J. H. Stein.

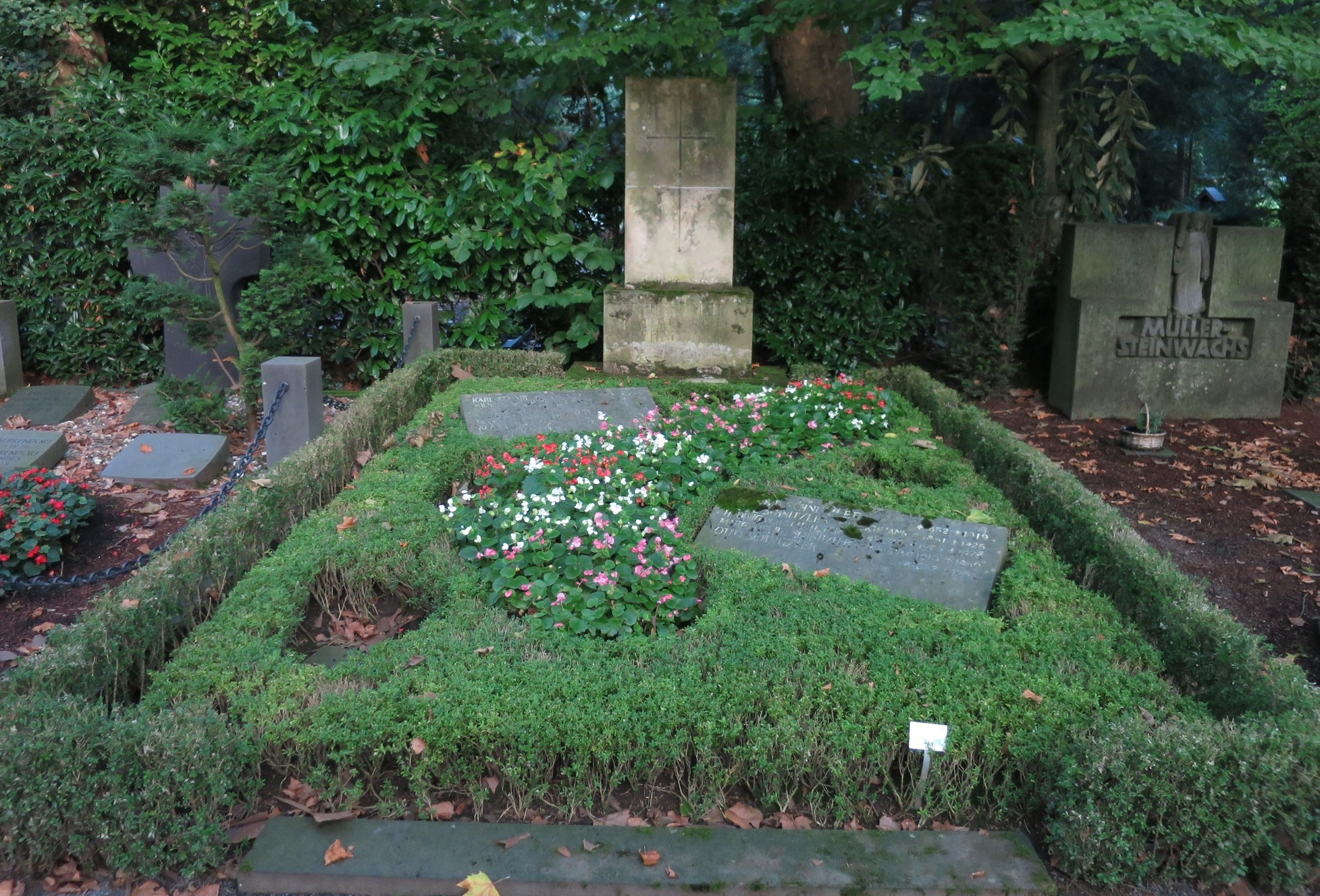
Familiengrab auf dem Kölner Friedhof Melaten

Der 1863 geborene Sohn Julius Eduard Schnitzler, verheiratet mit Margarethe Gillet, war seit 1898 als Vizekonsul in Shanghai tätig und wurde am 20. September 1913 gemeinsam mit seinen beiden Brüdern Richard und Paul Schnitzler in den preußischen Adelsstand erhoben. Julius Eduard von Schnitzler ist der Vater von Karl-Eduard von Schnitzler, der als Moderator der politisch-agitatorischen Fernsehsendung „Der schwarze Kanal“ bekannt war.
Eduard Schnitzler war verheiratet mit Maria vom Rath (1831–91). Die Tochter Maria Helene Elisabeth, gen. Ella (1860–1916) heiratete am 12. August 1880 Willibald von Dirksen; die jüngste Tochter Helene (* 1864) heiratete 1887 Fritz von Harck.
Eduard Schnitzler wurde beigesetzt im Familiengrab auf dem Kölner Friedhof Melaten (HWG, zwischen Lit. D+E).